# Nagyszénási-barlang
A Nagyszénási-barlang a Duna–Ipoly Nemzeti Parkban lévő Budai Tájvédelmi Körzetben, a Nagy-Szénáson található két barlang közül az egyik. Turista útikalauzokban is ismertetve van.

## Leírás
Nagykovácsi külterületén, a Nagy-Szénás csúcsától 500 méterre, északra, a hosszú-ároki úttól keletre, 150 lépésre, erdőben, egy kb. 1,5 méter magas, mohával benőtt dolomitszikla keleti oldalában van az alacsony, vízszintes tengelyirányú bejárata. A Nagy-szénási turistaház emlékfalától a piros sáv jelzésen Pilisszentiván felé leereszkedve, a  piros kereszt jelzésű turistaút becsatlakozása előtt, az út mellett, az út felett, balra, a meredek hegyoldalban található. Az útról nem látszik a barlang, sőt a szikla sem: egy kis domb takarja el. Néhány turistatérkép jelzi a helyét barlangnév nélkül, egy barlangjellel. Régen egy jelzett turistaösvényen el lehetett jutni hozzá, de jelenleg nem vezet út a bejárathoz.
Öt méter hosszú, 2,5 méter széles és két méter magas barlang, amelynek van egy felszínre nyíló, kis nyílása a bejárat mellett. A megtekintéséhez engedély szükséges. Barlangjáró alapfelszerelés és lámpa nélkül, könnyen járható.
1966-ban volt először Nagyszénási-barlangnak nevezve a barlang az irodalmában. Előfordul a barlang az irodalmában Nagyszénási barlang (Thuróczy 1964), Nagy-Szénási-barlang (Pápa 1966), Nagy-szénási barlang (Pápa 1966), Nagy-Szénási barlang (Pápa 1966), Nagyszénási odu (Bertalan 1976), Nagy-Szénási-odú (Kordos 1984) és Zsidóbarlang (Bertalan 1976) neveken is.

## Kutatástörténet
Az 1964-ben megjelent, Az országos kék-túra útvonala mentén című könyvben meg van említve, hogy a Nagyszénási barlang sűrű erdőben van. Az 1966-ban napvilágot látott, Budai-hegység útikalauz című könyv szerint a Nagy-Szénás oldalában két kis barlang van, a Nagy-szénási barlang és a Nagy-szénási sziklaüreg. A Nagy-Szénási-barlang, a Nagy-Szénási barlang, a Nagyszénási-barlang a turistaháztól a piros jelzésen leereszkedve, az út felett balra, a meredek hegyoldalban található.
Az 1976-ban befejezett, Bertalan Károly által írt kéziratban le van írva a barlang, de két külön barlangként, Nagyszénási barlang és Nagyszénási odu néven. A Nagyszénási barlangnak, más néven a Zsidóbarlangnak Nagykovácsin, a Nagy-Szénáson, a csúcstól ÉÉNy-ra, 500 m-re van az alacsony, csak hajolva járható bejárata. A litoklázisok mentén kimállott barlang 5 m hosszú, 2,5 m széles, 2 m magas és 1 m mély. A barlangnak van egy kürtője. A kézirat barlangra vonatkozó része három irodalmi mű alapján íródott, amelyek közül kettő már nem létezik. A Nagyszénási odunak Pilisszentivánon, a Nagy-Szénáson, a Nagy-Szénás csúcsától É-ra 500 m-re, a hosszú-ároki úttól K-re, 150 lépésre, egy dolomitszikla D-i oldalában van a háromszög alakú bejárata. Fokozatosan szűkülő, 2 m hosszú barlang és turista versenyek tájékozódási, érintési pontja. A kézirat barlangra vonatkozó része egy kézirat alapján íródott, de az említett kézirat már nem létezik.

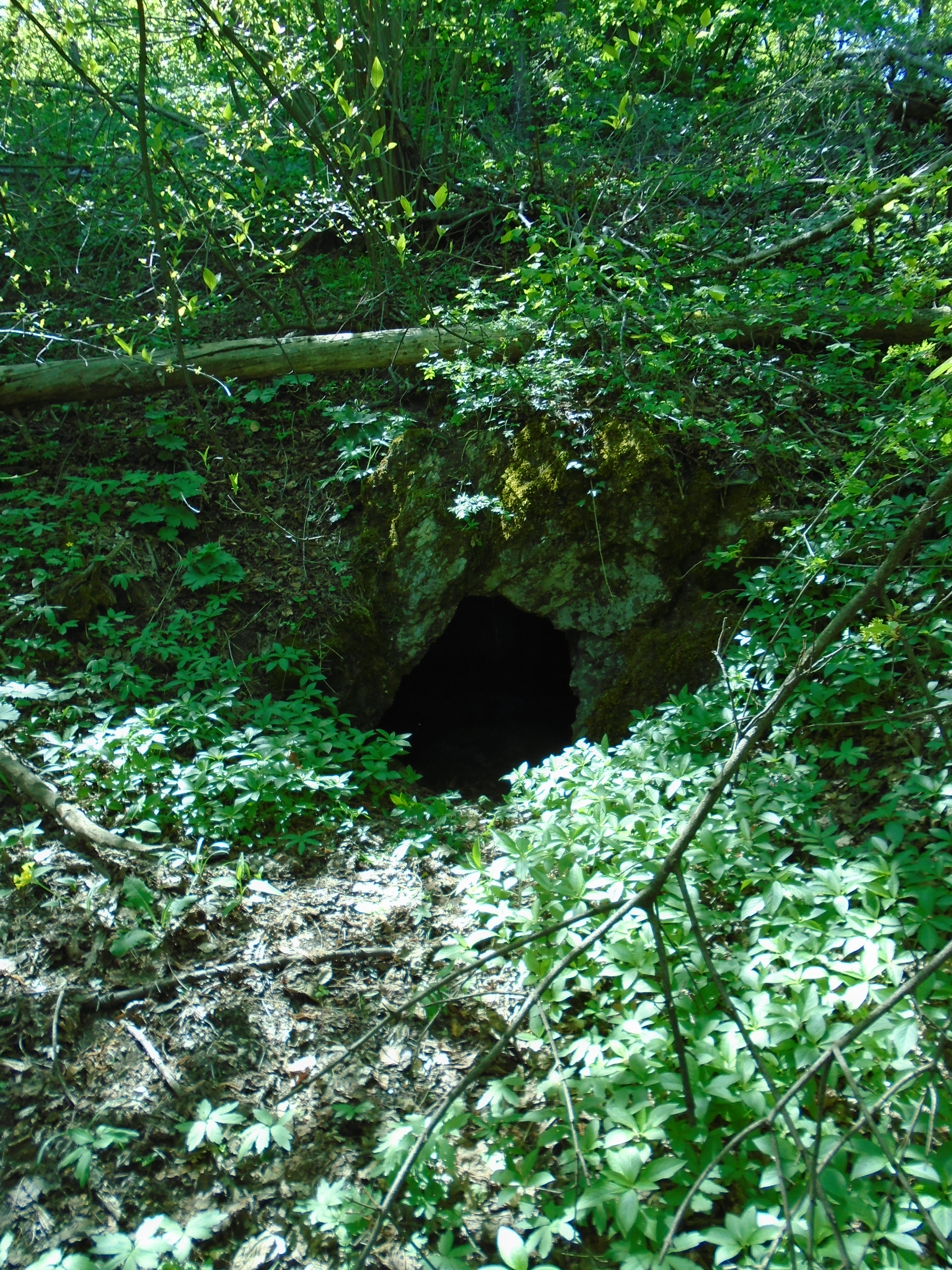
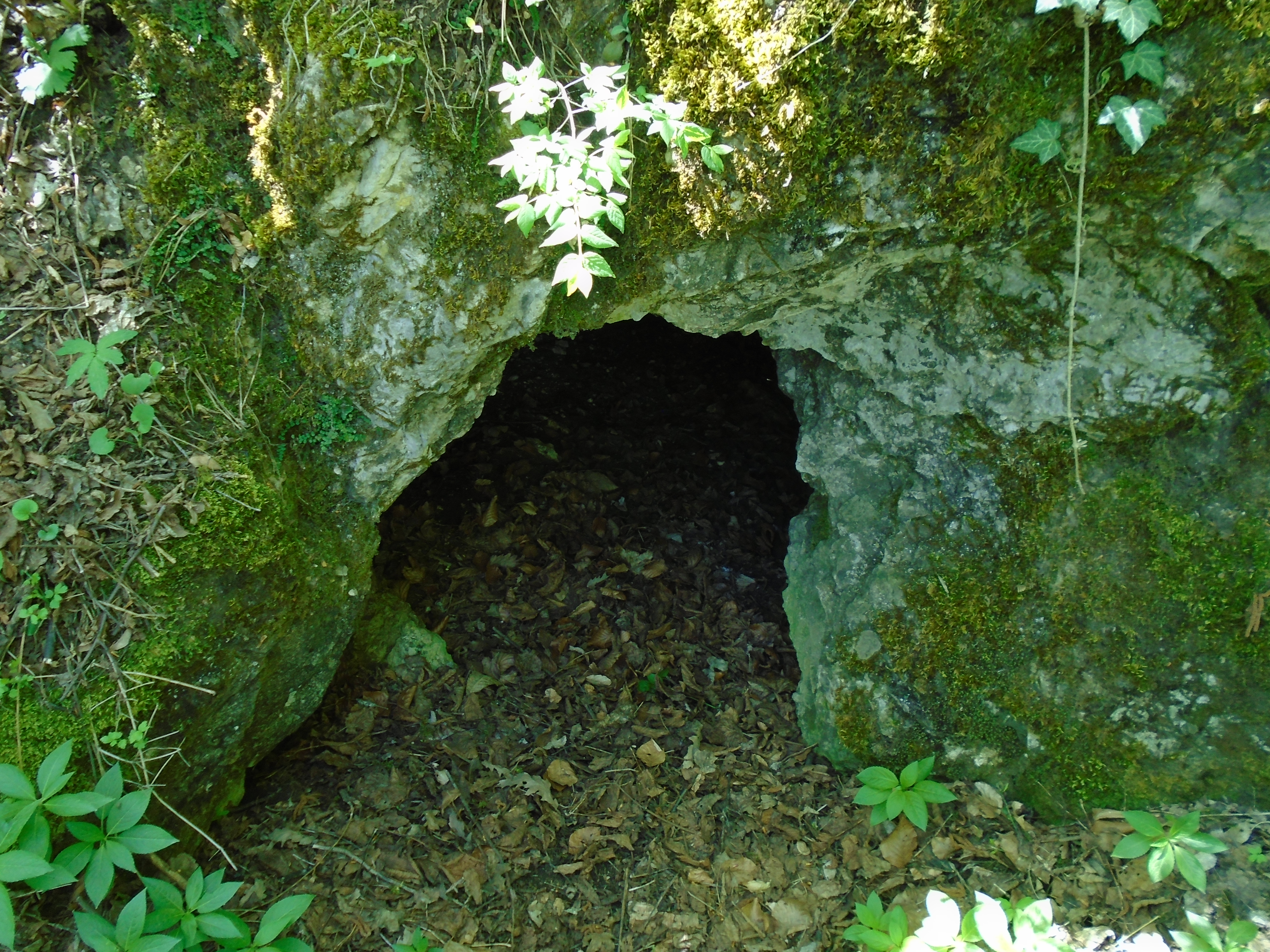
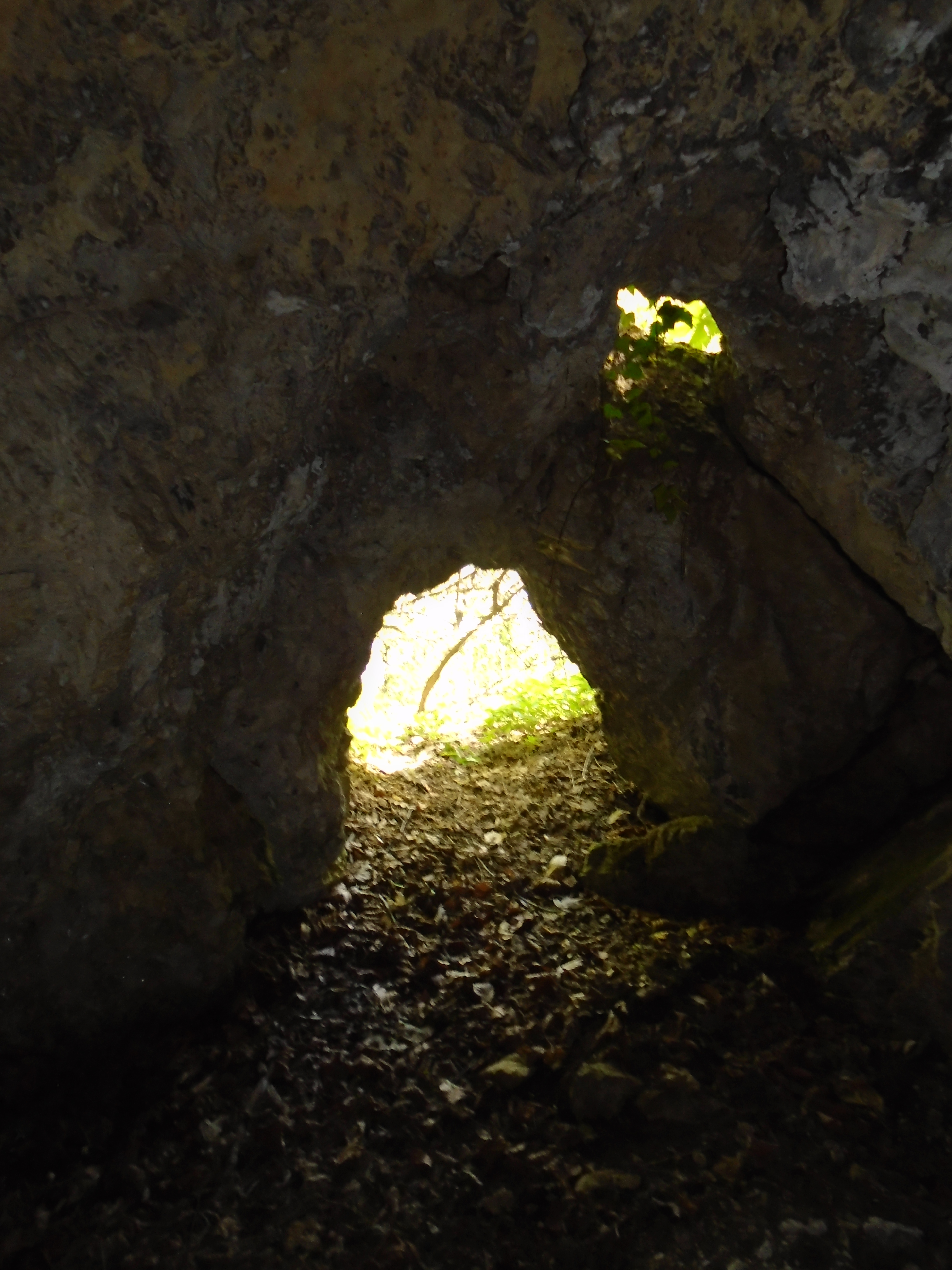

Az 1982-ben kiadott, Budai-hegység útikalauz című kiadványban meg van említve, hogy a Nagy-Szénás oldalában nyíló két kis barlanghoz, a Nagy-Szénási-barlanghoz és a Nagy-Szénási-sziklaüreghez jelzett út vezet, valamint térképen be van jelölve a Nagy-Szénás barlangjainak helye. A kis Nagy-Szénási-barlang a turistaház helyétől felkereshető egy kb. 800 m hosszú kitérővel. A szép fenyves erdőn áthaladó, piros sáv jelzésű útból kiágazó, piros barlang jelzésű út vezet a kis Nagy-Szénási-barlanghoz. Az út végénél, nagyon leereszkedve a hegyről, jobbra található a barlangbejárat. Az 1984-ben megjelent, Magyarország barlangjai című könyv országos barlanglistájában szerepel a barlang a Budai-hegység barlangjai között, de két külön barlangként. Az egyik barlangnak Nagy-Szénási-odú a neve. A másik barlangnak Nagy-Szénási-barlang a neve és Zsidóbarlang a névváltozata. A listához kapcsolódóan látható a Dunazug-hegység barlangjainak földrajzi elhelyezkedését bemutató, 1:500 000-es méretarányú térképen a két barlang földrajzi elhelyezkedése.

## További irodalom
- Bertalan Károly: Kézi jegyzetek. Kézirat. (1959-től íródott.)
- Bertalan Károly: Magyarország barlangkatasztere. Kézirat. Veszprém, Budapest. 1932–1974.